# Rhyssemus syriacus
Rhyssemus syriacus är en skalbaggsart som beskrevs av Rudolph Petrovitz 1971. Rhyssemus syriacus ingår i släktet Rhyssemus och familjen Aphodiidae. Inga underarter finns listade i Catalogue of Life.